# Cabo Corrientes (Colombia)
Cabo Corrientes es un accidente geográfico ubicado en la costa Pacífica de Colombia, al noroeste del país.
Cabo Corrientes está en el extremo sur del golfo de Tribugá. El cabo está a unos 100 kilómetros al norte de la quebrada de Togoromá. La costa hacia el sur tiene una cadena de islas de baja barrera, de menos de 2 metros de altura, detrás de la cual hay lagunas, manglares y una estrecha franja de pantanos de agua dulce. El cabo divide la ecorregión de manglares Esmeraldas-Pacífico colombiano en dos grandes zonas, una al norte y otra al sur.
Cabo Corrientes está cerca de Nuquí, al norte, donde el gobierno planea construir un puerto importante.